# Communitel
communitel e. V. war ein Telekommunikationsunternehmen (Reseller) mit Sitz in Meckenheim bei Bonn, der durch Anwendung eines bestimmten Telekom-Großabnehmer-Tarifes (BusinessCall 700) für seine gewerblichen und privaten Mitglieder günstigere Telefonkosten erzielen wollte. 2001 hatte communitel e. V. nach eigenen Angaben etwa 3.000 Mitglieder und bezeichnete sich selbst als Interessengemeinschaft der gewerblichen und privaten Telefonnutzer. 
In die Schlagzeilen geriet der Verein in den Jahren 2002 bis 2004 durch einen Rechtsstreit mit der Deutschen Telekom AG, der communitel seit 2001 Systemfehler im Abrechnungssystem und daraus resultierend massenhaft falsche Kundenrechnungen vorwarf. Infolge dieses Streites über reklamierte Rechnungen in zweistelliger Millionenhöhe führten schließlich zu weitreichenden Betreibersperren, Kündigung des Vertrages seitens der Telekom und einer Strafanzeige gegen die Vorsitzenden der DTAG.   
Durch eine einstweilige Verfügung wurde communitel e. V. und seinem Gutachter im Jahr 2002 untersagt, weiterhin eine 20-prozentige Fehlerquote in den Abrechnungen der Telekom zu behaupten. Diese Aussage wurde aber weder widerlegt noch endgültig bewiesen; die Deutsche Telekom AG führte die nachgewiesenen Unregelmäßigkeiten u. a. auf die massenhafte An- und Abmeldung von Anschlüssen durch communitel zurück, communitel e. V. verwies auf erhebliche Hard- und Softwarefehler. Schließlich wurde ein Vergleich geschlossen, in dem Stillschweigen vereinbart wurde.